# Owen Shoals
Owen Shoals är ett rev i Sydgeorgien och Sydsandwichöarna (Storbritannien). Det ligger nordväst om Sydgeorgien. Det finns inga samhällen i närheten. 